# Château de Beire-le-Châtel
Le château de Beire-le-Châtel est situé sur la commune de Beire-le-Châtel, dans le département de la Côte-d'Or. Le château fait l’objet d’une inscription au titre des monuments historiques depuis le 9 novembre 1977.

## Historique

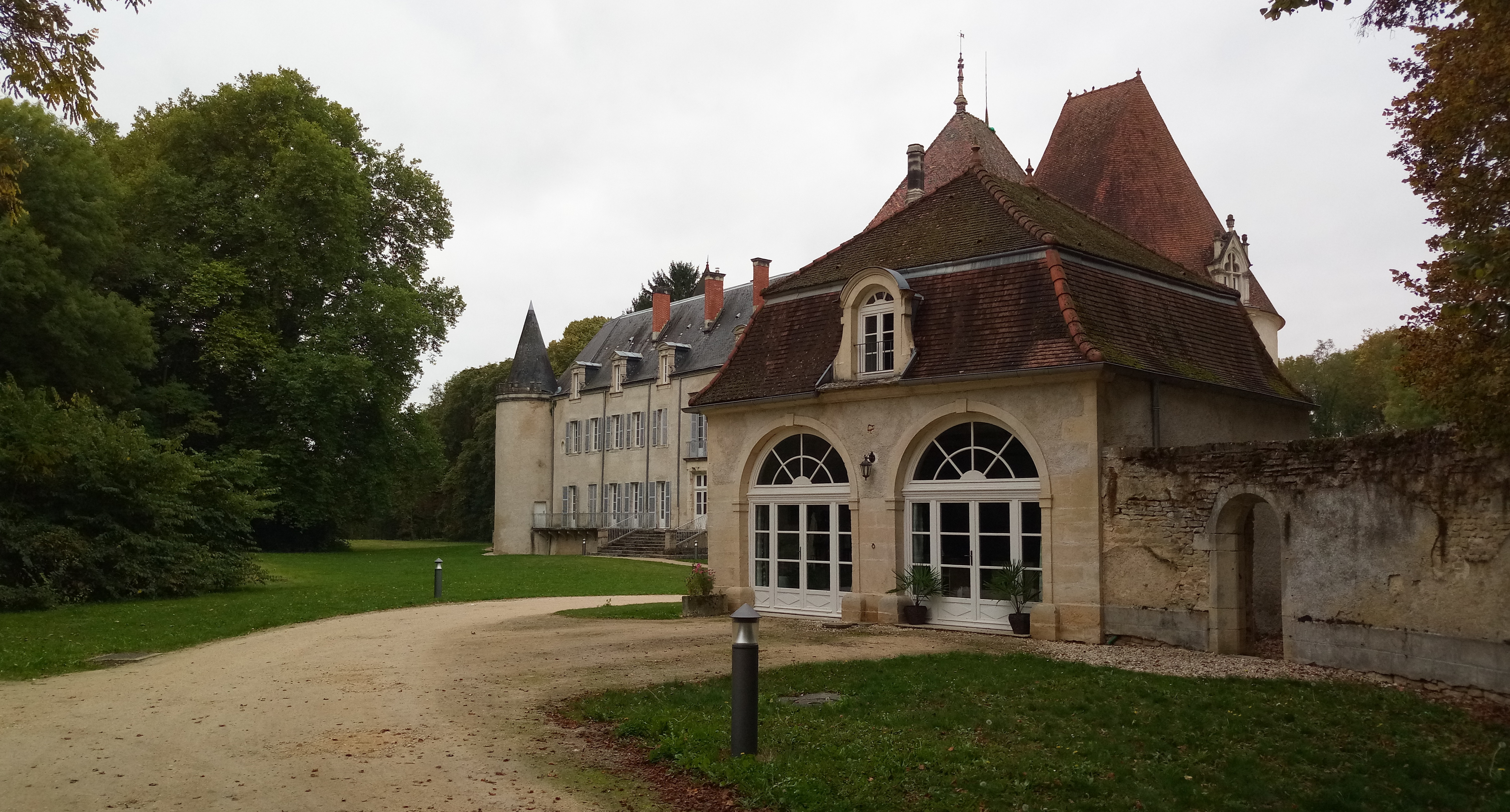

L'origine remonte au début du XIIIe siècle, alors dotée d'une tour, qui relevait de Guillaume de Vergy, seigneur de Mirebeau. Au début du XIVe siècle, la seigneurie appartenait à la famille de Prangey, lesquels la transmit aux Baudoncourt qui la conservèrent jusqu'à la fin du XVe siècle. Elle fut acquise en 1678  par François Badoux, président de la Chambre des comptes de Dijon. En 1698, à son décès, son fils revendit Beire.
La terre passa par voie de succession, en 1791, à Étienne Le Belin, et en 1832, au baron Louis-Edouard de Salvaing de Boissieu, qui fit rebâtir et décorer la chapelle en 1842. Vers 1880, ses descendants modifièrent le bâtiment principal, deux tours rondes et deux tourelles, comblèrent les fossés, encore en eau au XVIIIe siècle.
En l'an 2000, les héritiers de cette grande demeure décident sa mise en vente. Le coût très élevé de sa restauration annihile tout espoir de trouver un acquéreur unique pour une réhabilation en l'état. Certaines parties du bâtiment bénéficient d'une inscription aux Monuments Historiques qui doit permettre une défiscalisation aux bénéfices d'un ou plusieurs acquéreurs éventuels.
La décision d'y réaliser une résidence comprenant 14 appartements est avancée. C'est la société bordelaise Saqqara qui doit acheter le château et le revendre par lots. Cette revente s'effectuera au fil du temps, et les travaux commenceront en décembre 2002. Il faudra attendre 2010 pour voir emménager les premiers occupants.